# Amazonino Mendes

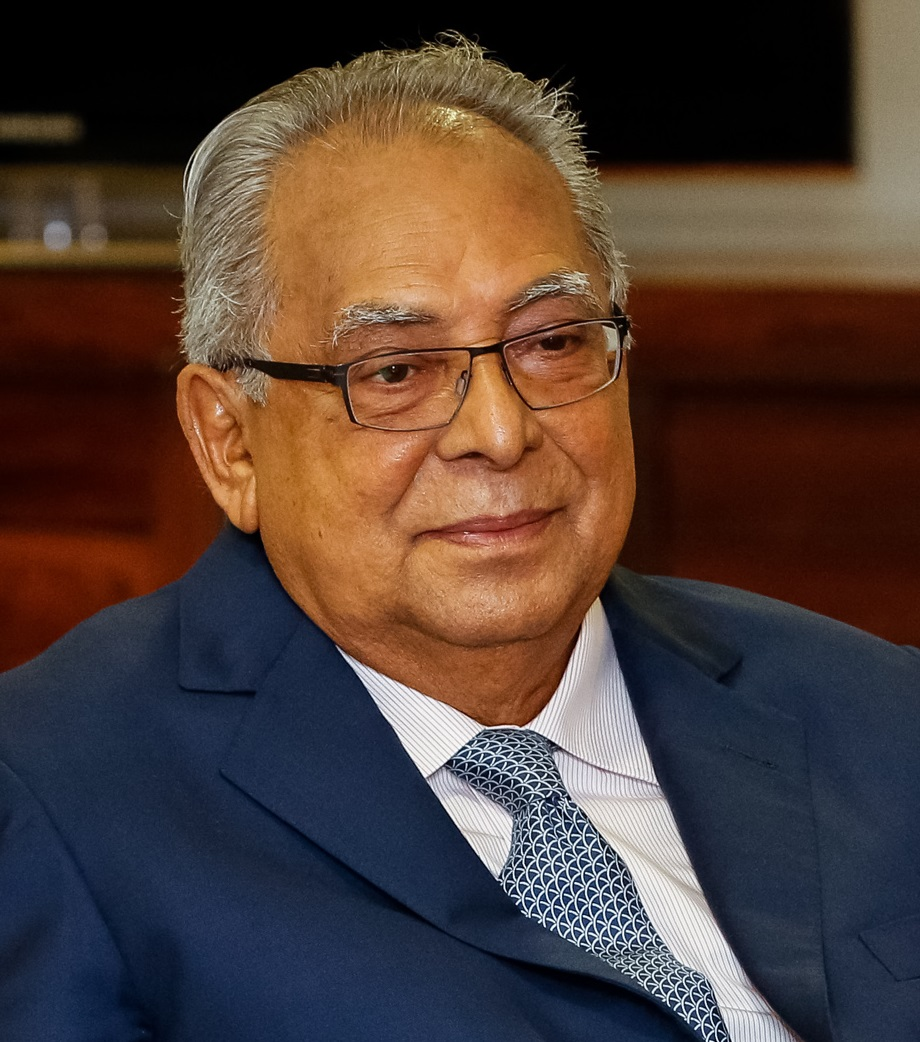
Amazonino Mendes

Amazonino Armando Mendes (* 16. November 1939 in Eirunepé; † 12. Februar 2023) war ein brasilianischer Politiker und mehrfach  Gouverneur des Bundesstaates Amazonas.
Mendes war der Sohn von Armando de Sousa Mendes und Francisca Gomes Mendes.
Mendes war bis Ende 2012 der Bürgermeister von Manaus. Er übte dieses Amt bereits zum dritten Mal aus. Vom 1. Februar 1991 bis zum 31. Dezember 1992 war er Senator seines Heimatstaates Amazonas im Bundessenat des Nationalkongresses. Mendes war zudem dreimal Gouverneur des Bundesstaates Amazonas. 
2020 verlor er die Stichwahl bei der Kommunalwahl 2020 um das Amt als Bürgermeister in Manaus gegen David Almeida (AVANTE). Er kandidierte für die Partei Podemos (PODE), früher gehörte er auch schon dem Partido Democrático Trabalhista (PDT), dem Partido Trabalhista Brasileiro (PTB) und mehreren anderen Parteien an.